# Girlfag i guydyke
Una girlfag o galfag (dona gai) és una expressió per a una persona del sexe femení que se sent atreta per homes homosexuals i/o bisexuals. Un guydyke o boydyke (o fins i tot lesboy) és un individu del sexe masculí que se sent atret per dones bisexuals i/o lesbianes. Alguns d'ells es consideren genderqueer o queer. Una fag hag (marillufa) no és necessàriament una girlfag, ja que els seus interessos en els homes homosexuals o la subcultura dels homes homosexuals no són només platònics.

## Ús dels termes i termes relacionats
Les Guydykes i girlfags poden ser de qualsevol orientació sexual, com ser bisexuals i/o heterosexuals, fins i tot pomosexuals i pansexuales. Algunes persones que sofreixen de disforia de gènere auto-homoeròtica poden identificar-se com a transgènere, en lloc de guydyke o girlfag, tot i que encara estan connectats o alineats amb el seu gènere.
El concepte de girlfag ha existit en la subcultura queer des que escriptores com Carol Queen i Jill Nagle es van declarar dones gais a finalitats de la dècada de 1990. Nagle va encunyar el terme girlfag per a aquest fenomen.
El 2000, es va establir per primera vegada a discussions de Yahoo! Groups d'Internet el grup per a girlfags (literalment noies marietes). Des de llavors, més de 3000 membres s'hi han unit.
El terme fag hag es refereix principalment a les dones que estan interessades platònicament en els homes homosexuals. Amb menys freqüència, s'usa de manera pejorativa per a descriure a les dones que tenen un interès romàntic i sexual en els homes homosexuals. El terme "girlfag" és més apropiat i de valor neutral aquí.
Atès que algunes girlfags se senten com un "home gai en un cos femení", el terme s'associa amb els homes trans gais (també coneguts com transfags en anglès). La majoria de les girlfags, per definició, no se senten completament masculines, ni busquen seriosament la reassignació de gènere.
Quasihomosexual és un concepte similar a girlfag.
Les Girlfags, generalment no busquen relacions tradicionals entre homes i dones. En canvi, estan més interessades en pràctiques sexuals associades a l'homosexualitat o prefereixen situacions poliamoroses amb una o més parelles masculines homosexuals o bisexuals, com una poliàndria.
El psicòleg estatunidenc Brian G. Gilmartin va explorar el concepte d'homes lesbians (guydykes) en el seu llibre sobre la timidesa amorosa a finalitats de la dècada de 1980.
La sèrie de televisió estatunidenca The L Word va presentar el concepte a una audiència més àmplia quan la dona bisexual Alice es va involucrar breument en una relació sentimental amb "Lisa" en la primera temporada. "Lisa" és una lesbiana que viu en un cos masculí.
Un altre exemple d'un personatge masculí amb sentiments lèsbics és Stuart ("Stu") de la sèrie de còmics Dykes to Watch Out For de Alison Bechdel. Encara que Stu és biològicament home, l'autor el descriu com "més lesbiana estereotipada que moltes lesbianes". El personatge Stu viu una llarga història d'amor amb la lesbiana bisexual "Gorrió". La similitud dels dos fenòmens crea una certa solidaritat entre girlfags i guydykes.
La comediant i actriu britànica Eddie Izzard és una guydyke molt coneguda. En diverses entrevistes va anunciar que sentia una "dona lesbiana en un cos d'home" (en anglès, a lesbian woman trapped in a man’s body).